# 오대호 수로

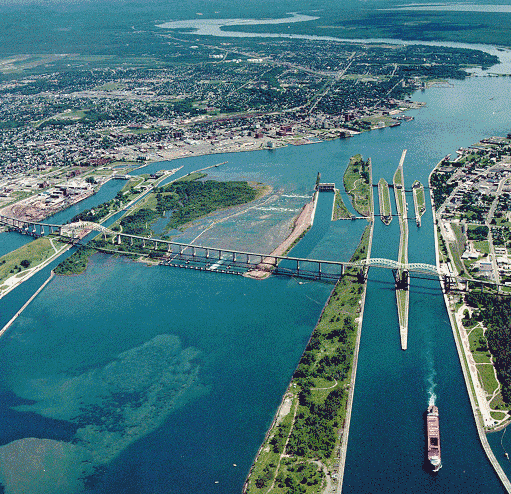
슈피리어호와 세인트메리 강 사이의 운하

오대호 수로(五大湖 水路, 영어: Great Lakes Waterway)는 오대호 전체에 선박이 항해할 수 있도록 하는 수로와 운하의 체계이다. 겨울에 수로가 어는 것을 방지하기 위해 미국 해안경비대의 쇄빙선이 운행하지만, 해마다 2개월에서 3개월 정도 선박의 운항이 중단되는 기간이 있다. 오대호 수로는 캐나다와 미국이 공동으로 관리하고 있다.

## 같이 보기
- 매키나 해협